# Kanton Carros
Carros is een voormalig kanton van het Franse departement Alpes-Maritimes. Het kanton maakte deel uit van het arrondissement Grasse. Het werd opgeheven bij decreet van 24 februari 2014, met uitwerking op 22 maart 2015. Alle gemeenten werden opgenomen in het kanton Nice-3.

## Gemeenten
Het kanton Carros omvatte de volgende gemeenten:
- Le Broc
- Carros (hoofdplaats)
- Gattières